# Орбітна вулиця
Орбі́тна ву́лиця — вулиця в Голосіївському районі міста Києва, місцевість Феофанія. Пролягає від Планетної вулиці (двічі, утворюючи півколо).

## Історія
Вулиця виникла в 50-х роках XX століття, мала назву Науковий провулок. Сучасна назва — з 1958 року.